# 橘龍丸
橘 龍丸（たちばな たつまる、1991年4月21日 - ）は、日本の声優、舞台俳優。福井県出身。ステイラック所属。

## 略歴
父親の劇団創立をきっかけに、10歳から大衆演劇で活動した。毎月転校を繰り返しながら旅一座「橘小竜丸劇団」で公演を続け、2010年から2015年までは、劇団の座長としても活動していた。その後劇団を退団し東京都内で舞台やミュージカルで活動を始める。
ステイラック所属後声優としても活動を始め、2019年に放送された『歌舞伎町シャーロック』の小林寅太郎役で声優デビューを果たした。
2024年6月8日、津田美波との結婚を報告した。

## 人物
特技は殺陣、女形。趣味は芝居。
声優を意識したきっかけは『らんま1/2』のビデオ本編後に早乙女乱馬役の山口勝平のインタビューを見たことから。幼稚園児の頃より声優を意識していたという。

## 出演
太字はメインキャラクター。

### テレビアニメ
2019年
- 賢者の孫（魔人）
- 歌舞伎町シャーロック（2019年 - 2020年、小林寅太郎）
- 真・中華一番!（2019年 - 2021年、鳳凰飯店料理人、料理人、広州料理界料理人、ヨン、男たち 他） - 2シリーズ

2020年
- 織田シナモン信長（鎬藤四郎吉光）
- THE GOD OF HIGH SCHOOL ゴッド・オブ・ハイスクール（ジン・モリ）
- アクダマドライブ（警備員）
- 魔法科高校の劣等生 シリーズ（2020年 - 2024年、メスティソの青年、抜刀隊、七宝琢磨） - 2シリーズ

2021年
- BEASTARS（アライグマ）
- バック・アロウ（ブルー）
- 蜘蛛ですが、なにか?（魔族軍「第五軍軍団長」ダラド）
- ワールドトリガー（樫尾由多嘉）
- 恋と呼ぶには気持ち悪い（男性社員B、男性部下）
- ポケットモンスター（ディバイ）
- EDENS ZERO（ジャミロフ / スパイダー）
- 迷宮ブラックカンパニー（社畜2、民3、うさぎ2、兵1）
- Sonny Boy（浅間、佐多、生徒）
- 魔入りました!入間くん（アトリ）
- かげきしょうじょ!!（男子生徒B）
- ブルーピリオド（歌島）
- 進化の実〜知らないうちに勝ち組人生〜（2021年 - 2023年、高宮翔太） - 2シリーズ
- 海賊王女（ホープ号員）
- BORUTO-ボルト- NARUTO NEXT GENERATIONS（ジュジュマル）

2022年
- 幻想三國誌 -天元霊心記-（兵士A、賊徒）
- リーマンズクラブ（チームメイト）
- 群青のファンファーレ（桜庭惣司朗）
- アオアシ（大友栄作）
- 理系が恋に落ちたので証明してみた。r=1-sinθ（不良C）
- 惑星のさみだれ（アニムス）
- 聖剣伝説 Legend of Mana -The Teardrop Crystal-（デイビッド）
- ぼっち・ざ・ろっく!（たっくん）

2023年
- ヴィンランド・サガ（ギョロ）
- Fate/strange Fake（2023年 - 2025年、ジェスター・カルトゥーレ） - 2シリーズ
- Helck（ヘルクの馬）
- 七つの魔剣が支配する（フェイ＝ウィロック）
- ビックリメン（ジャック）
- 『ヒプノシスマイク-Division Rap Battle-』Rhyme Anima +（シージャックラッパー）
- とあるおっさんのVRMMO活動記（ネイザー）
- 薬屋のひとりごと（2023年 - 2025年、馬閃） - 2シリーズ
- 鴨乃橋ロンの禁断推理（被験者）
- 川越ボーイズ・シング（2023年 - 2024年、小嵐然）
- ポーション頼みで生き延びます!（クロヴィス）

2024年
- 即死チートが最強すぎて、異世界のやつらがまるで相手にならないんですが。（福原禎章、リクト、警備員、牛尾真也、泉田悠吾）
- ぶっちぎり?!（桃足四十郎）
- 月が導く異世界道中 第二幕（イズモ）
- HIGH CARD（若い騎士）
- マッシュル-MASHLE- 神覚者候補選抜試験編（シッター・ベイビー）
- 黒執事 -寄宿学校編-（グレゴリー・バイオレット）
- となりの妖怪さん（小林弁丸）
- 転生したら第七王子だったので、気ままに魔術を極めます（近衛兵）
- 声優ラジオのウラオモテ（清水）
- 僕のヒーローアカデミア（KUNIEDA）
- 神之塔 -Tower of God- 王子の帰還（ユジェ）
- ソードアート・オンライン オルタナティブ ガンゲイル・オンラインII（T-S）
- 魔法使いになれなかった女の子の話（マジ研副部長）
- ブルーロック VS. U-20 JAPAN（皿斑海琉、サラリーマンB、相手チーム選手C）
- やり直し令嬢は竜帝陛下を攻略中（ジーク）
- チ。-地球の運動について-（代闘士）
- ハイガクラ（鎧糸）
- 星降る王国のニナ（近衛隊長）
- 最凶の支援職【話術士】である俺は世界最強クランを従える（アルバート）
- 歴史に残る悪女になるぞ（男子生徒）
- ダンダダン（生徒B）
- ダンジョンに出会いを求めるのは間違っているだろうかV 豊穣の女神篇（2024年 - 2025年、モージ）

2025年
- わたしの幸せな結婚
- 君のことが大大大大大好きな100人の彼女（カップル男）
- ハニーレモンソーダ（男子生徒）
- クラスの大嫌いな女子と結婚することになった。（ナンパ男A）
- WIND BREAKER Season 2（最上大志）
- ウィッチウォッチ（男子生徒3）
- 帝乃三姉妹は案外、チョロい。（空手部部員）
- ブスに花束を。（チャラ男）
- フェルマーの料理（乾孫六）
- 公女殿下の家庭教師（リチャード・リンスター）
- SAKAMOTO DAYS（軟柔）

### 劇場アニメ
- 海辺のエトランゼ（2020年、ミミママ）
- 犬王（2022年、犬王の長兄）
- 北極百貨店のコンシェルジュさん（2023年、フェレット）
- KING OF PRISM-Your Endless Call-み〜んなきらめけ!プリズム☆ツアーズ（2025年、マリオ[32]）

### OVA
- 弱キャラ友崎くん（2021年、中川） - BD / DVD第3巻特典

### Webアニメ
- 爆丸アーマードアライアンス（2020年 - 2021年、マキュー）
- シャーリー 私を守る君を、守りたいから。（2020年、ハルイチ）
- 爆丸ジオガンライジング（2021年、マキュー、スラグラー[33]）
- アイドルランドプリパラ（2022年、マリオ[34]）
- コタローは1人暮らし（2022年、佑）
- 爆丸エボリューションズ（2022年 - 2023年、マキュー）
- 爆丸レジェンズ（2023年、マキュー）
- ネガティヴハッピィ（2024年、マネージャー[35]）

### ゲーム
2017年
- ファンタジースクワッド（エイデン、グランドリック、ランゴ）

2018年
- TRINITY MASTER（シルヴァイン）
- サウザンドメモリーズ（ライニール）

2020年
- エグゾスヒーローズ（ドゥガ）
- CARAVAN STORIES（ピッツ）
- メガミヒストリア（ミシュラン、キッド）
- AnotherPrince 〜失われた物語〜（ラプンツェル）
- ヒーローカンターレ（斉天大聖）

2021年
- バディミッション BOND（グレン）
- Caligula2（主人公〈男〉）

2022年
- 乙女ゲームの破滅フラグしかない悪役令嬢に転生してしまった… 〜波乱を呼ぶ海賊〜（フレデリク・エールソン）
- バトルスピリッツ コネクテッドバトラーズ（六道ソウジ）
- 滄海天記（宇喜田直家）

2023年
- アイドルランドプリパラ（マリオ）
- アーマード・コアVI ファイアーズオブルビコン

2024年
- マツリカの炯-kEi- 天命胤異伝（妖魔）
- ドラゴンクエストX 未来への扉とまどろみの少女 オンライン（セオドルト、ニーダル）

2025年
- モンスターストライク（ヒトミヨ）
- HUNDRED LINE -最終防衛学園-（第3部隊長アダムキュー）

### ドラマCD
- 乙女ゲー世界はモブに厳しい世界です（2020年、ジルク[53]） - 小説第6巻 限定版及びシナリオブック付特装版付属CD
- かげきしょうじょ!!（2021年、服部） - Blu-ray第3巻特典CD
- 茶水伝承ー火の国ー (2025年、ムギ) [54]

### デジタルコミック
- お狐様の初夜は甘くない（2022年、桐葉、寛貴）[55]
- どうしようもない、ぼくの初恋（2022年、加藤）[56]
- マテリアル・パズル 〜神無き世界の魔法使い〜（2022年、ジャッカ[57]）
- 死んだら悪役令息で幻のΩなんて冗談じゃない！（2023年、ロイド・ロミウッド）[58]
- ふしだらなキミの声（2023年、彩園時緒、収録スタッフ）[59]
- ヒツジ飼いの兄妹（2024年、ユーフ・ブラン[60]）
- 幸運王子と不運令嬢が相殺結婚したら溺愛が始まりました（2024年、ルイス・ブレイン[61]）

### 吹き替え

#### 映画
- ドクター・ドリトル（2020年、アーナル・ジュニア〈ソニー・アシュボーン・サーキス〉[62][63]）
- ザ・スイッチ（2021年、ジョシュ〈ミシャ・オシェロヴィッチ〉[64]）

#### ドラマ
- ノー・トレース（2023年）
- ボトムス 〜最底で最強?な私たち〜（2023年、ティム）

#### アニメ
- 龍族 -The Blazing Dawn-（2024年、フィンゲル・フォン・フリングス[65]）
- 天官賜福 貮（2024年、戚容）
- ヨウゼン（2025年、早耳のガオ[66]）

### 特撮
- ドゲンジャーズ（2020年 - 2025年、メイド執事の声[67]） - 6シリーズ[一覧 6]

### 舞台
2015年
- Office ENDLESS produce vol.19「チックジョ〜〜」（堀久太郎）
- シャトナー of ワンダー #2「小林少年とピストル」（一条警部）

2016年
- 侯爵令嬢は手駒を演じる（主演・エドワード・ローランズ）

2017年
- 斬劇 戦国BASARA（2017年 - 2018年、山中鹿之介）
- イケメン戦国 THE STAGE〜真田幸村編〜（上杉謙信）
- ぐりむの法則「嘘つき歌姫」

2018年
- コントス!
- イケメン戦国 THE STAGE〜織田信長編〜（上杉謙信）
- UZR第二回本公演「雨宿りにコーヒーを」
- 本の門番〜ぶくぶく食堂物語2〜（神田悟）
- 明治東亰恋伽 〜月虹の婚約者〜（横山大観）
- NORN9 ノルン+ノネット（宿吏暁人）

2019年
- イケメン戦国 THE STAGE〜上杉謙信編〜（上杉謙信）
- 誰ガ為のアルケミスト 舞台版『聖石の追憶』（クダンシュタイン）
- Collar×Malice -岡崎契編-（笹塚尊）
- 誰ガ為のアルケミスト 舞台版『聖石の追憶』〜闇ヲ見つめる者〜（クダンシュタイン）
- イケメン戦国 THE STAGE 番外編〜はじまりの物語〜（上杉謙信）

2020年
- 舞台版 誰ガ為のアルケミスト〜聖ガ剣、十ノ戒〜（クダンシュタイン）
- イケメン戦国 THE STAGE〜明智光秀編〜（上杉謙信）

2021年
- 舞台 「滄海天記・序篇〜 天月、闇に墜つ 〜」（宇喜多直家）

2022年
- イケメン戦国 THE STAGE スペシャル 初夢！～ようこそ！くらぶ乱世へ～（上杉謙信）※1月16日の公演のみ出演
- 舞台版 誰ガ為のアルケミスト-Last Blue 漆黒から、君ニ-（クダンシュタイン）
- イケメン戦国 THE STAGE～連合軍VS“戦乱の亡者”雑賀孫一編～（上杉謙信）
- イケメン戦国 THE STAGE～猿飛佐助編～（上杉謙信）

2023年
- 舞台「滄海天記　陽炎篇」（宇喜多直家）
- 朗読×和楽器「天守物語」2023（姫川図書之助・亀姫）

2024年
- 朗読劇「ネコたん！〜猫町怪異奇譚〜」（龍石李依・サクタロー）
- イケメン戦国 THE STAGE～FINAL～（上杉謙信）

2025年
- 音楽朗読劇「仮面の男」〜アレクサンドル・デュマ・ペール「ダルタルニャン物語」より〜（アラミス 他）

### ミュージカル
- 仮面ティーチャー SILVER MASK（2015年、宗治[98]）
- ふしぎ遊戯〜朱ノ章〜（2016年、井宿[99]）
- 忍たま乱太郎 第7弾「水軍砦三つ巴の戦い！」「忍術学園 学園祭」（2016年、舳丸[100][101]）
- 忍たま乱太郎 第8弾「がんばれ五年生！技あり、術あり、初忍務!!」「忍術学園 学園祭」（2017年、舳丸[102][103]）
- ミュージカル『スタミュ』-3rdシーズン-（2019年、天花寺翔[104]）

### ラジオ
※はインターネット配信。
- 歌舞伎町シャーロック〜パイプキャットラジオ〜（2019年 - 2020年、音泉※）[105]

### テレビ番組
- 実況×解説！ざわつきバラエティ「声優運動会」（2021年、BSフジ）[106]

### その他コンテンツ
- 超訳文学 朗読劇「夏の夜の夢」[107]
- オーディオブック『屍人荘の殺人』（七宮兼光）
- KURUNE -next music live-（2022年 - 、BSJapanext）ナレーター

## ディスコグラフィ

### キャラクターソング
| 発売日         | 商品名                                                                                 | 歌                                                                                           | 楽曲                                          | 備考                                                                                   |
| -------------- | -------------------------------------------------------------------------------------- | -------------------------------------------------------------------------------------------- | --------------------------------------------- | -------------------------------------------------------------------------------------- |
| 2020年2月14日  | GIFT for SMILE!                                                                        | Team Warahibi!                                                                               | 「GIFT for SMILE!」                           | 『Warahibi!』メインテーマ                                                              |
| 2020年2月14日  | GIFT for SMILE!                                                                        | Team Warahibi!                                                                               | 「ネガポジコントラスト」                      | 『Warahibi!』関連曲                                                                    |
| 2020年2月19日  | 犬生は一度きり                                                                         | 伊達組                                                                                       | 「エターナルずんだ、えだまめフォーエバー」    | テレビアニメ『織田シナモン信長』挿入歌                                                 |
| 2023年10月27日 | Be Cool Men！                                                                          | ジャック（橘龍丸）                                                                           | 「Be Cool Men！」                             | テレビアニメ『ビックリメン』挿入歌・エンディングテーマ                                 |
| 2023年12月20日 | 青春☆ワチャゴナドゥ / BYE×BYE GAME                                                     | ヤマト（梶田大嗣）、牛若（森嶋秀太）、ジャック（橘龍丸）                                     | 「青春☆ワチャゴナドゥ」                       | テレビアニメ『ビックリメン』エンディングテーマ                                         |
| 2024年11月13日 | プリパラ ソング♪コレクション Melody Moments!                                           | マリオ（橘龍丸）                                                                             | 「ストロベリー・バレット・ナイト」            | 『プリパラ』関連曲                                                                     |
| 2024年11月13日 | アイドルランドプリパラ ソング♪コレクション OPEN DREAM LAND!                            | マリオ（橘龍丸）                                                                             | 「チョコレートアイスクリーム・トルネード」    | Webアニメ『アイドルランドプリパラ』エンディングテーマ・挿入歌                          |
| 2024年11月13日 | アイドルランドプリパラ ソング♪コレクション OPEN DREAM LAND!                            | アマリオン                                                                                   | 「究極合神アマリオン －破滅と創造の狂想曲－」 | Webアニメ『アイドルランドプリパラ』エンディングテーマ・挿入歌                          |
| 2025年8月20日  | 『KING OF PRISM-Your Endless Call-み〜んなきらめけ！プリズム☆ツアーズ』Song Collection | 香賀美タイガ（畠中祐）、十王院カケル（八代拓）、大江戸シンヤ（河合健太郎）、マリオ（橘龍丸） | 「EZ DO DANCE -Hell's Gods' Star ver.-」      | 劇場アニメ『KING OF PRISM-Your Endless Call-み〜んなきらめけ!プリズム☆ツアーズ』挿入歌 |